# 杰斐逊堂区 (路易斯安那州)
傑佛遜堂區（英語：Jefferson Parish）是美国路易斯安那州東南部的一個堂區，面積1,664平方公里。根據2020年美國人口普查，共有人口44萬781人。治所格雷特納（Gretna）。該堂區成立於1825年，名稱紀念進行路易斯安那購地的第三任總統托马斯·杰斐逊。